# Bart Freundlich
Bartholomew Freundlich, detto Bart (New York, 17 gennaio 1970), è un regista, sceneggiatore e produttore cinematografico statunitense.

## Biografia
Cresciuto a Manhattan, studia cinema e produzione televisiva presso la New York University. Nel 1993 realizza il cortometraggio A Dog Race in Alaska, seguito dal documentario Hired Hands, quest'ultimo presentato e premiato al Sundance Film Festival. Nel 1997 realizza il suo primo lungometraggio I segreti del cuore. Nel 2005 dirige la commedia Uomini & donne. Fra il 2007 ed il 2012 ha diretto diversi episodi della serie televisiva Californication. Nel 2009 ha diretto la commedia romantica The Rebound - Ricomincio dall'amore, con Catherine Zeta-Jones e Justin Bartha.

## Vita privata
Il 23 agosto 2003 sposa l'attrice Julianne Moore, con cui aveva una relazione dal 1996. La coppia ha avuto due figli: Caleb (4 dicembre 1997) e Liv (11 aprile 2002).

## Filmografia

### Regista
- A Dog Race in Alaska (1993) - cortometraggio
- Hired Hands (1994) - documentario
- I segreti del cuore (The Myth of Fingerprints) (1997)
- World Traveler (2001)
- Tre ragazzi e un bottino (Catch That Kid) (2004)
- Uomini & donne (Trust the Man) (2005)
- The Rebound - Ricomincio dall'amore (2009)
- Wolves - Il campione (Wolves) (2016)
- Dopo il matrimonio (After the Wedding) (2019)